# The Body-Hat Syndrome
Albums de Digital Underground
Sons of the P
(1991) Future Rhythm
(1996)
Singles
1. The Return of the Crazy One
Sortie : 1993
2. Wussup wit the Luv
Sortie : 1994

The Body-Hat Syndrome est le troisième album studio de Digital Underground, sorti le 5 octobre 1993.
Avec cet opus, le groupe continue de créer son propre style : un mélange de P-Funk et de rap. 
Le premier single, The Return of the Crazy One, a surtout été remarqué par son clip, classé X puis remanié en une version adaptée au grand public. Le second single, Wussup wit the Luv, est un morceau politiquement engagé, antiraciste, sur lequel on retrouve le guitariste de Funkadelic, Michael Hampton, pour un solo, et Tupac Shakur, pour un couplet et une apparition dans le clip. C'est d'ailleurs la dernière participation de 2Pac à une production de Digital Underground.
L'album s'est classé 16e au Top R&B/Hip-Hop Albums et 79e au Billboard 200.

## Liste des titres
| No  | Titre                                 | Contient un (des) sample(s) de | Durée |
| --- | ------------------------------------- | --- | ----- |
| 1.  | The Return of the Crazy One           | Up for the Down Stroke de Parliament Aqua Boogie (A Psychoalphadiscobetabioaquadoloop) de Parliament Sing a Simple Song de Sly & the Family Stone One, Two, Buckle My Shoe (Traditionnel) | 4:39  |
| 2.  | Doo Woo You                           | Here We Go (Live at the Funhouse) de Run–D.M.C. | 7:36  |
| 3.  | Holly Wanstaho                        | | 3:35  |
| 4.  | Bran Nu Swetta                        | Tennessee d'Arrested Development | 4:58  |
| 5.  | The Humpty Dance Awards               | Jackin' for Beats d'Ice Cube Here We Go Again! de Portrait Mama Said Knock You Out de LL Cool J Warm It Up de Kris Kross Is It Good to You de Heavy D & the Boyz Buck tha Devil de Da Lench Mob Ain't No Stopping Us Now (Special Disco Version) de McFadden & Whitehead Two for the Time des Nubian Crackers Walk Thru Hell de K-Stone The Humpty Dance de Digital Underground Live and Learn de Joe Public I Made Love (4 da Very 1st Time) de Little Shawn You Gotta Believe de Marky Mark and the Funky Bunch The Money Is Made (Video Mix) des Detroit's Most Wanted Teddy's Jam 2 de Guy Can't Truss It de Public Enemy Behind Closed Doors de WC and the Maad Circle Blow Your Mind de Redman Back to the Underground de WC and the Maad Circle It's Not Your Money des Oaktown's 3-5-7 Lost in the Storm de Chubb Rock | 4:51  |
| 6.  | Body-Hats (Part One)                  | | 1:36  |
| 7.  | Dope-A-Delic (Do-U-B-Leeve-In-D-Flo?) | It's Been a Long Time de The New Birth Trombipulation de Parliament Atomic Dog de George Clinton Mothership Connection (Live) de Parliament | 4:07  |
| 8.  | Intermission                          | | 0:54  |
| 9.  | Wussup wit the Luv                    | The Ballad of Dorothy Parker de Prince Long Red de Mountain Funky President (People It's Bad) de James Brown Eric B. Is President d'Eric B. & Rakim | 6:35  |
| 10. | Digital Lover                         | | 4:38  |
| 11. | Carry the Way (Along Time)            | | 4:15  |
| 12. | Body-Hats (Part Two)                  | | 1:31  |
| 13. | Circus Entrance                       | | 1:54  |
| 14. | Jerkit Circus                         | | 4:51  |
| 15. | Circus Exit (The After-Nut)           | | 0:42  |
| 16. | Shake & Bake                          | | 4:34  |
| 17. | Body-Hats (Part Three)                | | 3:07  |
| 18. | Do Ya Like It Dirty?                  | | 4:45  |
| 19. | Bran Nu Sweat This Beat               | | 0:33  |
| 20. | Wheee!                                | | 5:08  |